# Sparks Automobile Company
Sparks Automobile Company war ein US-amerikanischer Hersteller von Automobilen.

## Unternehmensgeschichte
W. J. Barnett, John Curtin, S. Goodenough, T. J. Sparks und Charles H. Taylor gründeten das Unternehmen im Herbst 1899. Der Sitz war in San Francisco in Kalifornien. Im gleichen Jahr begann die Produktion von Automobilen. Der Markenname lautete Sparks. 1903 endete die Produktion, als das Unternehmen aufgelöst wurde.
Es gab keine Verbindung zur C. F. Sparks Machine Company, die 1903 den gleichen Markennamen für ihre Personenkraftwagen verwendete.

## Fahrzeuge
Die Fahrzeuge hatten einen Zweizylindermotor. Er leistete 4 PS. Die Motorleistung wurde über Riemen an die Hinterachse übertragen. Das kleinste Fahrzeug kostete 700 US-Dollar.